# Отець-Кирилово
Оте́ць-Ки́рилово (болг. Отец Кирилово) — село в Пловдивській області Болгарії. Входить до складу общини Брезово.

## Населення
За даними перепису населення 2011 року у селі проживали 288 осіб.
Національний склад населення села:
| Національність   | Кількість осіб | Відсоток |
| ---------------- | -------------- | -------- |
| болгари          | 249            | 98,0%    |
| цигани           | 5              | 2,0%     |
| турки            | 0              | 0%       |
| інша             | 0              | 0%       |
| не визначились   | 0              | 0%       |
| Всього відповіли | 254            |          |

Розподіл населення за віком у 2011 році:
Динаміка населення: